# رامون أريسيس
رامون أريسيس (بالإسبانية: Ramón Areces)‏ هو شخصية أعمال إسباني، ولد في 15 سبتمبر 1904 في La Mata (Grado) ‏ في إسبانيا، وتوفي في 30 يوليو 1989 في مدريد في إسبانيا.